# ملعب مبارك العيار
ملعب مبارك العيار ، هو الملعب ذو استخدام متعدد يقع في منطقة الجهراء في محافظة الجهراء، الكويت. و هو الملعب الخاص لنادي الجهراء الرياضي، ويتسع الملعب ل14,000 متفرج.

## روابط خارجية
- معلومات الاستاد